# W
 Тази статия е за латинската буква.  За химичния елемент вижте Волфрам.  
Съгласната буква W е двадесет и третата буква от латинската азбука. Среща се в някои от азбуките, използващи латиницата и има различна звукова стойност – /v/, /w/ и др. На кирилица буквата се предава с в или с у.